# Odjeci rusko-ukrajinskog rata u Hrvatskoj
Ukrajina i Rusija su u neprijateljskim odnosima još od 2014. godine kada se dogodila ruska okupacija ukrajinskog poluotoka Krima. U veljači 2022. godine između ovih država izbio je oružani sukob nakon što je Ruska Federacija izvršila invaziju na Ukrajinu. Ovaj članak bavi se odjecima rusko-ukrajinskog sukoba među Hrvatima i u Hrvatskoj.  

## Politički odjeci
Hrvatska politička scena u pogledu ruske invazije na Ukrajinu bila je podijeljena. Vlada Republike Hrvatske predvođena premijerom Andrejom Plenkovićem pružala je snažnu podršku Ukrajini, što je Plenković nekoliko puta u svojim izjavama naglašavao. Tijekom svibnja 2022. godine, Plenković je posjetio ukrajinskog predsjednika Zelenskog u Kijevu. Stavove podrške Ukrajini iznio je i saborski zastupnik Domagoj Hajduković koji je 25. svibnja 2022. prosvjedovao pred ruskim veleposlanstvom u Zagrebu. Dana 25. veljače 2022., Hrvatski sabor sa 133 glasa za i jednim suzdržanim usvojio je Deklaraciju o Ukrajini kojom se: "najoštrije osuđuje ničim izazvana agresija Rusije na [...] suverenitet, teritorijalni integritet i neovisnost [Ukrajine]". Jedina zastupnica koja je bila suzdržana prilikom glasanja bila je Katarina Peović iz Radničke fronte, tvrdeći da spomenuta deklaracija "militarizira hrvatsko društvo".
Hrvatski predsjednik Zoran Milanović iznosio je (prema zaključcima novinara koji prate politiku i drugih analitičara) uglavnom stavove naklonjene Rusima, iako je on sam za sebe govorio da je "niti ukrajinski neprijatelj, niti ruski prijatelj". Štoviše, Milanović je zbog svojih izjava bio i pohvaljivan u ruskim medijima, dok je istovremeno završio na crnoj listi ukrajinske ekstremističke stranice Mirotvorec. Nadalje, Milanović je uspio je isprovocirati bijesnu reakciju i ukrajinskog Ministarstva vanjskih poslova, koje je na razgovor zbog Milanovićevih izjava zvalo hrvatsku veleposlanicu u Kijevu. Premijer Plenković se zbog Milanovićevih izjava ispričavao Ukrajincima.
Stavove bliske ruskom tumačenju rata u Ukrajini iznio je umirovljeni admiral Davor Domazet-Lošo: ustvrdivši da je rat u Ukrajini sukob: "Krista i Antikrista" pri čemu je Zapad Antikrist, zbog čega će po Domazetu "Putin pobijediti". Lošo je u istom nastupu tvrdio da je "ukrajinski jezik narječje ruskog", te da "Kijev nikada nije bio ukrajinski". Proruske stavove tijekom invazije zadržali su i članovi nekadašnjeg Živog zida. Ivan Vilibor Sinčić se bunio protiv odluke Vlade da država ukrajinskim izbjeglicama daje novčanu pomoć od 3500 Kuna. Proruske stavove iznosio je Branimir Bunjac preko društvenih mreža. Jedan od glavnih podržavatelja ruske agresije na Ukrajinu bio je bivši saborski zastupnik Ivan Pernar, koji je preko svog Telegram kanala širio rusku propagandu.

### Diplomatske reakcije iz Moskve
- Dana 16. ožujka 2022. godine, Jurij Pilipson, dužnosnik ruskog Ministarstva vanjskih poslova zadužen za jugoistočnu Europu kritizirao je Hrvatsku i Sloveniju zbog slanja oružja Ukrajini, koju je prozvao "kijevskim režimom".[23]
- Nakon što je Hrvatska 11. travnja 2022. godine protjerala 18 ruskih diplomata i 6 članova administrativno-tehničkog osobnja, Rusija je odgovorila protjerivanjem 5 diplomata iz hrvatskog veleposlanstva u Moskvi.[24]
- Dana 25 travnja 2022. godine, glasnogovornica Kremlja Marija Zaharova obrušila se na Hrvatsku nakon što je Hrvatska odbila dopustiti ruskim diplomatima da zrakoplovima napuste Hrvatsku, riječima da Hrvatska: "sustavno, s upornošću [...] razvija antirusku liniju, uporno i sustavno uništavajući bilateralne odnose, doslovce se spuštajući na razinu spletkarenja".[25]
- Dana 22. srpnja 2022. godine, iz Kremlja su objavili da je Republika Hrvatska dodana na "Popis neprijateljskih zemalja Rusije",  zajedno s još Grčkom, Danskom, Slovačkom i Slovenijom.[26]

Nakon ilegalnih ruskih referenduma i aneksije četiri ukrajinske oblasti pod djelomičnom kontrolom ruskih snaga, ruski veleposlanik u Hrvatskoj Andrej Nesterenko je pozvan u MVEP RH u Zagrebu, gdje mu je u ime RH izrečen prosvjed zbog ilegalne aneksije, ruskih prijetnji nuklearnim oružjem, te zatraženo poništenje aneksije i povlačenje ruskih vojnih snaga i opreme s cjelokupnog teritorija Ukrajine.

## Društveni odjeci
Prema anketi koju je početkom ožujka 2022. godine za RTL televiziju provela agencija Promocija Plus, 58,1% hrvatskih građana smatra da je za Invaziju Rusije na Ukrajinu kriva Rusija i njen predsjednik Putin. Da su za rat podjednako krivi Rusija i Sjedinjene Američke Države smatra 26,3% građana Hrvatske. Pet zarez osam posto građana smatra da su za rat krive Sjedinjene Američke Države. Ostatak građana RH (8,8%) smatra da su za rat krivi Ukrajina, SAD, NATO i EU u nekoj od kombinacija. Slične rezultate dala je i anketa provedena 15. ožujka 2022.
Od početka invazije Rusije na Ukrajinu, u hrvatskim gradovima održani su prosvjedi podrške Ukrajini. Dana 5. ožujka skup podrške Ukrajini je održan u Zagrebu. Na skupu je prema pisanju Jutarnjeg lista prisustvovalo nekoliko tisuća Zagrepčana. Među okupljenima na prosvjedu od istaknutijih lica, bili su: Radovan Fuchs, Ivan Zvonimir Čičak, Tonino Picula i francuski veleposlanik u Hrvatskoj Gaël Veyssière. Sličan prosvjed podrške Ukrajini održan je i u Splitu, na kojem su sudjelovali splitski gradonačelnik Ivica Puljak i župan splitsko-dalmatinski Blaženko Boban. Od ostalih hrvatskih gradova, skupovi podrške Ukrajini održani su i u Vukovaru te Slavonskom Brodu. U Slavonskom Brodu neka se građanka sukobila s građanima koji su prosvjedovali vičući: "Što ima Brod od Ukrajine?", prije no što ju je odvela policija. Prosvjed podrške Ukrajini održan je i pred Filozofskim fakultetom u Zagrebu, dana 5. travnja 2022.
Prilikom bitke za Mariupolj, Rusi su zarobili hrvatskog državljanina Vjekoslava Prebega, koji je prema svojim riječima bio pripadnik ukrajinskih Marinaca. Prebeg je zajedno s državljanima Velike Britanije, Švedske završio na separatističkom sudu, koji im je sudio pod optužbama da su strani plaćenici. Dana 21. rujna 2022. godine, objavljena je vijest da su Rusi posredstvom Saudijske Arabije oslobodili Prebega zajedno s još drugim zarobljenim američkim, britanskim, švedskim i marokanskim državljanima. Tijekom lipnja 2022. godne, u Hrvatsku se vratio hrvatski državljanin koji je teško ranjen u Harkivskoj oblasti nakon što se borio kao dragovoljac na ukrajinskoj strani.
Dana 16. rujna 2022. godine, objavljena je vijest da je 29-godišnji hrvatski humanitarac Andro Fabijanić poginuo u Ukrajini od posljedica eksplozije protutenkovske mine. Hrvatski mediji objavili su da je do 21. lipnja 2022. godine Republika Hrvatska primila 20 005 ukrajinskih izbjeglica.
Više od 400 Ukrajinaca prošlo je besplatni tečaj hrvatskoga jezika u organizaciji Caritasa Riječke nadbiskupije i predavača s Filozofskoga fakulteta u Rijeci i Rijećke kroatističke škole.

## Vojni odjeci
Dana 10 ožujka 2022. na glavni grad Hrvatske, srušila se bespilotna letjelica nepoznatog porijekla, koja je najvjerojatnije doletjela iz Ukrajine. Početkom ožujka 2022., hrvatski mediji objavili su da Hrvatska šalje vojnu pomoć Ukrajini vrijednu 16,5 milijuna Eura. Poslano naoružanje navodno je dostatno za opremiti četiri brigade i odnosi se na zaštitnu opremu i lako pješačko naoružanje. Dana 4. ožujka 2022. hrvatski vojni ataše u Moskvi, Željko Akrap, pozvan je u Ministarstvo obrane Ruske Federacije ,u Moskvi, gdje su mu Rusi pokušali uručiti protestnu notu. Rusi su u noti optužili hrvatskog državljanina Denisa Šelera da je: "doveo 200 plaćenika iz Hrvatske kako bi se borili u Ukrajini" na strani Ukrajinaca. Akrap je notu odbio primiti. Šeler se isti dan javio iz Zagreba i demantirao ruske optužbe, kazavši da to: " pokazuje da su Rusi očajni".
Dana 15. kolovoza 2022. godine portal Shepard media objavio je da je Hrvatska donirala Ukrajini najmanje 15 tegljenih topova M-46, kalibra 130 mm. Nove vijesti o spomenutim topovima pojavile su se 20. rujna 2022., kada su na Twitteru osvanule njihove fotografije na paljbenim položajima u Donjeckoj oblasti, zajedno s hrvatskim streljivom.

## Gospodarski odjeci
Zbog sankcija koje su nametnute Ruskoj Federaciji, u Hrvatskoj je poslovanje prekinuo ruski Sberbank. Njega je preuzela Hrvatska poštanska banka i rebrandirala ga u Novu hrvatsku banku. Zbog invazije na Ukrajinu, Hrvatska je bila suočena s nizom poskupljenja. Prema pisanju Poslovnog dnevnika, u ožujku 2022. godine, cijene hrane u Hrvatskoj bile su najviše u zadnjih 30 godina. Početkom listopada 2022. godine, u skladu s odlukama Europske unije, Hrvatska je prekinula opskrbu ruskom naftom preko JANAF-a, za Srbiju. Iako je odluka donesena na razini Europske unije Vučićev režim u Beogradu, optužio je Hrvatsku za prekid, nakon čega su ljudi i mediji bliski njemu idućih nekoliko dana vrijeđali Hrvatsku i hrvatske institucije etiketirajući ih kao ustaše.
Hrvatske željeznice su odmah po izbijanju rata omogućile besplatan prijevoz ukrajinskih državljana u unutarnjem željezničkom prometu u Hrvatskoj. Grad Zagreb financirao je ljetovanja ukrajinskoj djeci.

## Kulturni odjeci
Pjesma Mama ŠČ! sastava Let 3 koja je predstavljala Hrvatsku na izboru za pjesmu Eurovizije 2023. antiratna je pjesma za koju se smatra da kritizira rusku invaziju na Ukrajinu.

## Vanjske poveznice
- Hrvatska za Ukrajinu Ministarstvo unutarnjih poslova